# Dragon Tiger Gate
Dragon Tiger Gate (龍虎門) és una pel·lícula d'acció d'arts marcials de Hong Kong del 2006 dirigida per Wilson Yip i amb coreografia de lluita de Donnie Yen, que també protagonitza la pel·lícula. La pel·lícula es basa en el manhua Siu Lau-man, que porta el mateix títol xinès que la pel·lícula. L'estrena de la pel·lícula a tots els territoris de parla anglesa corre a càrrec de The Weinstein Company.
Un sac de boxa construït per a la pel·lícula, d'uns 2,4 metres d'alçada, 1,5 metres d'ample i un pes de 400 lliures, va ser certificat com el més gran del món al Guinness World Records.

## Argument
Dragon Tiger Gate és una acadèmia creada per dos poderosos artistes marcials. Té com a objectiu formar estudiants en arts marcials per tal de defensar la justícia i combatre l'amenaça de la Tríada. També és un refugi per als nens que havien quedat orfes de la Tríada. Mentre que Luocha Cult és una organització de narcotràfic/culte heretge de Pan-Àsia liderada pel poder dictador del seu líder de culte: Shibumi, el Jashin de Frame Cloud, Shibumi, que és l'únic mestre del llegendari Yijin Jing i té a la seva disposició molts mestres temibles de Kung Fu, controla tot el mercat subterrani de drogues d'Àsia-Pacífic amb Hong Kong com a base d'operacions.
La història comença amb els dos fills de Fu Hu Wong, un dels fundadors de l'acadèmia, que van néixer de mares diferents. El més gran es diu Drac i el més jove es diu Tigre. Quan els nens eren joves, la mare d'en Drac va abandonar l'acadèmia i li va donar la meitat d'un penjoll d'amulet de jade en Drac i li va dir que el seu germanastre, Tigre, té l'altra meitat. Quan la mare d'en Drac va morir en un incendi, en Drac va ser cuidat del cap de la Triada, Ma Kun, i va créixer fins a convertir-se en el seu guardaespatlles. La banda de Ma Kun és un subjecte del malvat culte Luocha, que supervisa el tràfic de drogues de Hong Kong en nom seu. Tiger va ser criat pel seu oncle gran, el mestre Xian Lung Wong, després de la desaparició dels seus pares.
Uns quants anys més tard, en Tigre i els seus amics sopen en un restaurant i es troben amb Ma Kun i els seus homes, que estan rebent la placa Luocha. Un símbol d'autoritat dins del culte Luocha indica que el titular és el segon només per darrere del líder del culte, Shibumi. Ma Kun i el líder de la Colla dels Lleons Blancs estaven discutint per la placa quan Tigre va interrompre accidentalment la reunió. Un dels amics de Tigre se'n va amb el plat mentre Tigre comença una baralla amb els gàngsters. Just aleshores, apareix en Drac i lluita contra en Tigre, a qui no reconeix que sigui el seu mig germà. Ma Kun demana al Drac que es retiri.
Més tard aquella nit, Drac s'enfronta a Tigre i als seus amics en un restaurant japonès per recuperar el plat. Tigre i els seus amics han estat drogats per Scaly, un dels lacais de Ma Kun, que també volia recuperar la placa per demostrar al seu cap que ell és el millor home. Scaly i els seus seguidors lluiten en Drac per la possessió de la placa. Turbo Shek, un altre menjador del restaurant, es desperta per l'enrenou i s'uneix a la lluita al costat del Drac. Drac i Turbo derroten Scaly i els seus homes i Drac recupera la placa del Tigre. Just aleshores, en Tigre descobreix que el Drac té l'altra meitat del penjoll de l'amulet de jade i s'adona que el Drac és el seu mig germà.
Turbo segueix en Tiger de tornada a Dragon Tiger Gate, amb ganes d'inscriure's a l'acadèmia per millorar les seves habilitats d'arts marcials. És rebutjat per l'actual líder de l'acadèmia, el mestre Wong, per la seva arrogància. Consternat, Turbo espera fora de l'acadèmia i promet no marxar tret que sigui acceptat com a estudiant. El mestre Wong accepta entrenar amb Turbo i el derrota fàcilment. Turbo és humiliat i acceptat pel mestre Wong com a estudiant.
Mentrestant, Ma Kun torna la Placa Luocha per indicar la seva retirada. El suporten Drac, que vol tornar a Dragon Tiger Gate, i la seva filla Ma Xiaoling, que vol una vida senzilla. Shibumi veu això com un insult i envia els seus secuaços, els Dobles Diables, a matar en Ma Kun. Utilitza la seva subordinada Rosa per atreure en Drac mentre els seus sequaços maten en Ma Kun. Drac torna per rescatar Ma Kun, però és massa tard. Drac mata els Dobles Diables després d'un combat i deixa Ma Xiaoling a cura del seu germà abans de marxar. Tot i que s'ensorra en un prat després de sucumbir a les seves ferides, sobreviu després de tenir una visió del seu jo jove donant-li el penjoll de jade (la seva mare li va regalar una vegada). Mentrestant, Tigre es fa amic de la afligida Ma Xiaoling.
En Shibumi va quedar impressionat amb Drac per derrotar els seus secuaços i va a Dragon Tiger Gate per llançar un repte. Amb el Drac absent, el Mestre Wong, el Tigre i el Turbo s'enfronten al repte d'en Shibumi, però no eren rivals per a ell. Com que el Mestre Wong havia aconseguit lluitar abans de ser derrotat, es considera prou digne per morir a mans d'en Shibumi, mentre que Shibumi salva el Tigre i el Turbo greument ferits per la seva falta d'habilitat. Ma Xiaoling, adonant-se que Shibumi finalment tornarà per ella i la resta d'ells i que sense Drac perdrien tal com ho havien fet aquesta vegada, porta Tiger i Turbo al mont Baiyun per buscar ajuda del Mestre Qi mentre Drac detecta el pas del Mestre Wong i torna només per trobar la Porta del Tigre del Drac demolida quan s'adona que és massa tard per protegir el Mestre Wong, el seu germà i Xiaoling i crida de tristesa abans d'ensorrar-se. El mestre Qi cura Tigre i Turbo ferits i els entrena per a la seva batalla final amb Shibumi, inclosa l'ensenyament de noves tècniques d'arts marcials: Spinning Lightning Dragon Kick i Invulnerable Golden Bell Technique. Dragon també practica per lluitar contra Shibumi per primera i última vegada després d'haver recordat el seu temps amb Xiaoling i sembla haver-ne desenvolupat un de nou.
Tigre i Turbo assalten la Pagoda Negra de Shibumi per aturar el seu regnat de terror d'una vegada per totes i lliurar-lo en una lluita ferotge, utilitzant totes les seves habilitats d'arts marcials molt millorades i les noves tècniques que han après per lluitar contra ell. No obstant això, malgrat haver lluitat molt millor que abans i fins i tot ser elogiats per Shibumi per les seves habilitats millorades, Tiger i Turbo, finalment, segueixen superats i molt derrotats. Mentre Shibumi es burla d'ells per haver avergonyit les tècniques que han après i finalment està a punt de matar-los, Drac sembla enfrontar-se a Shibumi, llançant la Placa en honor de la Porta, i després d'allunyar a Shibumi del seu germà ferit i de Turbo, el compromet. amb calma amb les seves habilitats millorades a mesura que guanya la posició i fins i tot es burla de Shibumi per provocar el seu temperament, matant-lo finalment amb la seva tècnica Eighteen Subduing Dragon Palms. Abans que acabi la pel·lícula, Drac torna a Dragon Tiger Gate juntament amb Tigre i Turbo (que decideixen canviar el seu nom a Lleopard) per continuar amb el llegat del mestre Wong.

## Desenvolupament
El grup de producció va proposar inicialment que Yen fos el director de la pel·lícula. Més tard, el grup de producció va trobar un altre director i altres actors, i va suggerir que Yen fos un altre actor de la pel·lícula; Yen va decidir fer això últim. Yen also did the choreography of the fight stunts.
Shawn Yue va patir un atac d'asma durant el rodatge.

## Repartiment
- Donnie Yen com a Drac Wong / Wong Siu Long
  - Howard S'asseu com el jove Drac
- Nicholas Tse com a Tigre Wong / Wong Siu Fu
  - Tam Chun-ho com el jove Tigre
- Shawn Yue com a Turbo Shek / Shek Hak Lung
- Dong Jie com a Ma Xiaoling
  - Isabella Leong com a Ma Xiaoling (veu)
- Chen Kuan-tai com a Ma Kun
- Yu Kang com a Shibumi
  - Louis Koo com a Shibumi (veu)
- Li Xiaoran com a Lousha
  - Ella Koon com a Lousha (veu)
  - Chan Kwan-king com a jove Lousha
- Yuen Wah com a mestre Wong
- Wong Yuk-long com el Mestre Qi
- Vincent Sze com a Scaly
- Tommy Yuen com a Xing
- Sam Chan com a Ming
- Alan Lam com a Patch
- Nick Lam com a Hei
- Xing Yu com a Fan
- Yan Hua com a Stick
- Sheren Tang com la mare del Drac

## Recepció
Paul Fonoroff del South China Morning Post va declarar que hi havia un "guió dolent" i una "trama penosa". Un altre article del South China Morning Post afirmava que la "sensació obertament dibuixada" va provocar que la recepció dels crítics de pel·lícules fos "tèbia".